# Torneo Nacional de Boxeo Playa Girón 1980
Das Torneo Nacional de Boxeo Playa Girón 1980 wurde vom 6. bis zum 18. Januar 1980 in Pinar del Río ausgetragen und war die 19. Austragung der nationalen kubanischen Meisterschaften im Amateurboxen.

## Medaillengewinner
Die Meistertitel wurden in elf Gewichtsklassen vergeben.
| Gewichtsklasse                  | Gold                    | Silber              | Bronze              |
| ------------------------------- | ----------------------- | ------------------- | ------------------- |
| Halbfliegengewicht (bis 48 kg)  | Hipólito Ramos          | Luis C. Valdés      | Diego Arias         |
| Halbfliegengewicht (bis 48 kg)  | Hipólito Ramos          | Luis C. Valdés      | Nelson Rodríguez    |
| Fliegengewicht (bis 51 kg)      | Omar Santiesteban       | Marcelino Perdomo   | Pedro Orlando Reyes |
| Fliegengewicht (bis 51 kg)      | Omar Santiesteban       | Marcelino Perdomo   | Jorge Hernández     |
| Bantamgewicht (bis 54 kg)       | Juan Bautista Hernández | Jesús Sollet        | José A. Guerra      |
| Bantamgewicht (bis 54 kg)       | Juan Bautista Hernández | Jesús Sollet        | Jorge Cantero       |
| Federgewicht (bis 57 kg)        | Adolfo Horta            | Ángel Herrera       | Luis Tumbarely      |
| Federgewicht (bis 57 kg)        | Adolfo Horta            | Ángel Herrera       | Emilio Ruíz         |
| Leichtgewicht (bis 60 kg)       | Jorge Ross              | Diosdado Rivalta    | René Santana        |
| Leichtgewicht (bis 60 kg)       | Jorge Ross              | Diosdado Rivalta    | Samuel Belford      |
| Halbweltergewicht (bis 63,5 kg) | Armando Martínez        | José Luis Hernández | Urtiminio Ramos     |
| Halbweltergewicht (bis 63,5 kg) | Armando Martínez        | José Luis Hernández | Hilario Acea        |
| Weltergewicht (bis 67 kg)       | Luis Echaide            | Luis Calzado        | Raúl Borges         |
| Weltergewicht (bis 67 kg)       | Luis Echaide            | Luis Calzado        | Hernán Garbey       |
| Halbmittelgewicht (bis 71 kg)   | Manuel Cordero          | Juan Manfugás       | Gregorio Masó       |
| Halbmittelgewicht (bis 71 kg)   | Manuel Cordero          | Juan Manfugás       | Raúl Isasi          |
| Mittelgewicht (bis 75 kg)       | José Gómez Mustelier    | Alejandro Montoya   | Pablo Romero        |
| Mittelgewicht (bis 75 kg)       | José Gómez Mustelier    | Alejandro Montoya   | Leovaldo Ferrer     |
| Halbschwergewicht (bis 81 kg)   | Orestes Pedroso         | Hermenegildo Báez   | Oscar Nohati        |
| Halbschwergewicht (bis 81 kg)   | Orestes Pedroso         | Hermenegildo Báez   | Ricardo Rojas Frías |
| Schwergewicht (über 81 kg)      | Teófilo Stevenson       | Ángel Milián        | Roberto Gómez       |
| Schwergewicht (über 81 kg)      | Teófilo Stevenson       | Ángel Milián        | Eduardo Peña        |